# قطرس سخامي
القطارس السخامية واسمها العلمي يأتي من اليونانية القديمة بمعنى «متنبي» (الاسم العلمي: Phoebetria)، جنس طيور بحرية صغيرة من فصيلة القطرسيات. تضم نوعان قطرس داكن وقطرس ذو ظهر مضيء. أعطانه جنوب المحيط الأطلسي (تريستان دا كونا وجزيرة غوف) وجنوب المحيط الهندي (جزر كروزيت حتى جزر كيرغولين).